# Populismo de valencia
El populismo de valencia es una variante del populismo que se asigna a partidos políticos o políticos cuyas posiciones no pueden determinarse en el espectro político izquierda-derecha. Tanto los partidos como los políticos promueven cuestiones y temas que no son posicionales, como cuestiones anticorrupción, transparencia gubernamental, reforma democrática e integridad moral. El populismo de valencia es también una ideología antisistema que carece de una ideología consistente, a diferencia del populismo de izquierda o de derecha.
El concepto de populismo de valencia fue construido en gran medida por el politólogo Mattia Zulianello. Generalmente se ha encontrado en partidos de Europa Central y Oriental. Pese a ello, el ejemplo más conocido es el Movimiento 5 Estrellas italiano. Otros partidos que han sido descritos como populistas de valencia incluyen el ANO 2011 checo, el GERB búlgaro, La Clave de Croacia, el Gente Común eslovaco y la Lista de Marjan Šarec  eslovena. El tecnopopulismo y el populismo agrario son variantes del populismo de valencia.

## Definición
El politólogo Mattia Zulianello ha definido el populismo de valencia como una variante del populismo que se atribuye a partidos que no tienen una posición clara en el espectro político de izquierda y derecha, como los partidos que hacen campaña únicamente con ideas anticorrupción. El politólogo Donald E. Stokes identificó la corrupción como un problema de valencia (o problema de importancia) ya en 1963. Los partidos que abrazan el populismo de valencia se concentran en cuestiones y temas que no son posicionales, como la lucha contra la corrupción, el aumento de latransparencia gubernamental, la reforma democrática y la integridad. Las cuestiones en las que también se concentran los populistas de Valencia son también otras cuestiones no posicionales que cuentan con una amplia aprobación de los votantes. Estos partidos dan más importancia a estas cuestiones que los populistas de izquierda, de derecha o de centro. El populismo tecnocrático es una variante del populismo de valencia. Promueve expertos apolíticos que buscan conectarse directamente con «el pueblo». A pesar de la concentración en cuestiones no posicionales, algunos populistas de valencia pueden adoptar posturas sobre una gama limitada de cuestiones posicionales.
Los partidos populistas de valencia no son ni de izquierdas, ni de derechas, ni centristas; no pueden ubicarse en el espectro político. También evitan deliberadamente mostrar posiciones claras con respecto a cuestiones socioculturales y económicas y, a menudo, son contrarios al sistema. «Sus posturas políticas se basan principalmente en una concepción pura del populismo... y, por lo tanto, son flexibles, flotantes y, a menudo, inconsistentes» ha dicho Zulianello. Junto con la politóloga Petra Guasti, Zulianello afirmó que los populistas de valencia carecen de una «ideología espesa» como el nativismo o el socialismo, lo que no ocurre con el populismo posicional  El analista Denys Gorbach ha dicho que el populismo de valencia «rechaza ideologías consistentes». En esto también están de acuerdo los politólogos Robert A. Huber, Michael Jankowski y Christina-Marie Juen. Al no tener una posición ideológica clara, el populismo de valencia no es ni excluyente ni inclusivo. Por eso, la ideología de los populistas de valencia es únicamente populismo.  Esto ha llevado a que la ideología sea descrita como una «forma más pura de populismo».
Zulianello ha abogado por la adopción del término populismo de valencia, considerando que el populismo centrista «se refiere directa o indirectamente al centro ideológico o geométrico del sistema de partidos». También ha dicho que, si bien temas como la lucha contra la corrupción suelen estar afiliados al populismo centrista, lo considera engañoso porque los temas de valencia carecen de un posicionamiento claro y, por lo tanto, no pueden ubicarse en el centro político. Los politólogos Vladímir Naxera y Ondřej Stulík coincidieron con Zulianello. Zulianello se basó en la definición del politólogo Kenneth M. Roberts, quien dijo en 2018 que «algunos partidos [populistas] ofrecen poco más que... consideraciones de valencia» y, por lo tanto, no pueden definirse ni como de izquierda ni de derecha. Roberts también ha dicho que «la competencia posicional y de valencia no son mutuamente excluyentes».
El politólogo Dani Filc ha dicho que el enfoque y la definición del populismo de valencia de Zulianello y Guasti son «esclarecedores» y que su argumento es importante porque enfatiza la complejidad del populismo. Filc también ha catalogado al peronismo como una variante del populismo que no puede clasificarse ni como de izquierda ni de derecha. El psicólogo social Valerio Pellegrini se ha referido al populismo de valencia como una «categoría innovadora». Ha observado que el populismo de valencia podría explotar el poder inherente a los motivos del autoritarismo de derecha y la orientación de dominio social. Naxera, Stulík y el científico social Vojtěch Kaše han descrito el populismo de valencia como un «concepto frecuentemente discutido». La politóloga Eliška Drápalová ha argumentado que el populismo de valencia es «muy adecuado» para la política local debido a que la política local es «más directa, personalizada y sin mediaciones».

## Historia
En ciencia política, se han discutido y distinguido variantes del populismo como el populismo de izquierda y de derecha, e incluso el populismo centrista desde la década de 2000. Los partidos que no pueden identificarse ni como de izquierda ni de derecha fueron a veces atribuidos como populistas centristas o colocados en la «categoría residual». Con respecto a Europa, Zulianello ha dicho que los partidos contemporáneos en la ciencia política suelen ubicarse en dos ejes, uno económico y sociocultural, y por lo tanto incluso los partidos populistas «se involucran principalmente en una competencia posicional» entre estos ejes. Zulianello ha señalado que este enfoque significa que los partidos políticos populistas podrían posicionarse claramente en el espectro político, pero no está de acuerdo con esto.
Zulianello y otro politólogo, Erik Gahner Larsen, han discutido la excepción al posicionamiento de los partidos populistas. Ha señalado explícitamente que su enfoque ha sido en gran medida teórico. El populismo de valencia se ha encontrado habitualmente en partidos políticos de Europa Central y Oriental. Una variante similar del populismo no posicional al populismo de valencia es el populismo agrario, que se concentra principalmente en cuestiones rurales; Zulianello y Guasti han incluido al Partido Campesino neerlandés y al Movimiento Campesino-Ciudadano, el Partido Rural Finlandés y la Autodefensa de la República de Polinia como ejemplos de partidos populistas agrarios.
Los politólogos Matteo Giardiello, Manuela Caiani y Enrico Padoan se han referido al populismo de valencia como populismo híbrido. En francés, los politólogos Chloé Alexandre y Gilles Ivaldi han llamado al populismo de valencia «populismo consensual» (en francés: populisme consensuel). El investigador Frederik Henriksen ha identificado el populismo antisistémico como similar al populismo de valencia.
Teniendo en cuenta que el populismo de valencia prevalece más en Europa Central y Oriental, cuyos países no fueron miembros de la Unión Europea hasta la década de 1990, el populismo de valencia no estuvo presente en el Parlamento Europeo hasta entonces. Los primeros partidos populistas de valencia entraron en el Parlamento Europeo en las elecciones de 2004. Se trataba de la Lista de Hans-Peter Martin de Austria, que obtuvo 1 escaño, y el Partido del Trabajo de Lituania, que obtuvo 5 escaños. En las elecciones de 2009 también se incorporó al Parlamento Europeo el GERB búlgaro, otro partido populista de valencia. En 2014, los partidos populistas de valencia tenían 28 escaños en el Parlamento Europeo. Los partidos populistas de valencia lograron su mejor resultado histórico en las elecciones de 2019, cuando seis partidos obtuvieron representación. Durante este período, el populismo de valencia también se extendió a Europa occidental, particularmente a Italia y Francia, donde el Movimiento 5 Estrellas (M5S) y La République En Marche! (LREM) logró el éxito.
Fuera de Europa, el politólogo Masaru Nishikawa ha argumentado que el populismo en Japón no está asociado con ninguna posición política y que no existe ni el populismo de izquierda ni el de derecha; también ha cuestionado la existencia del populismo de valencia. Imran Khan, ex primer ministro de Pakistán, también ha sido visto como un populista de valencia debido a su enfoque en temas como la corrupción, la transparencia, la reforma de la gobernanza, la integridad y la justicia social.
Durante la pandemia de COVID-19, los partidos populistas de valencia mantuvieron diversas posiciones respecto a la vacunación. En Europa, Slavi Trifonov del búlgaro Existe Tal Pueblo e Ivan Pernar, anteriormente afiliado al Escudo Humano de Croacia (ŽZ), promovieron teorías de conspiración y se opusieron a la vacunación. Por otro lado, en Australia, Jacqui Lambie de la Red Jacqui Lambie apoyó la vacunación contra el COVID-19.

## Partidos políticos

El Movimiento 5 Estrellas italiano es un ejemplo común de partido populista de valencia.

Zulianello y Larsen han compilado una lista de partidos populistas valencianos utilizando su conjunto de datos de variedades de populismo de 1979 a 2019 y la Encuesta de expertos de Chapel Hill de 2019 sobre partidos políticos. De todos los partidos políticos enumerados, el ŽZ tuvo el mayor índice de posiciones borrosas sobre cuestiones socioculturales y económicas en 2019. En cuanto a la reducción de la corrupción política como prioridad, el eslovaco Gente Común (ĽaNOf) igura como el partido que tiene la mayor prioridad en esta cuestión, seguido del italiano Movimiento 5 Estrellas (M5S) y ŽZ. El GERB ocupa el último lugar entre los partidos populistas de Valencia. Zulianello y Larsen también han argumentado que el término populismo de valencia encaja mejor que populismo centrista para OĽaNO, M5S y el checo ANO 2011. En un artículo de 2023, Zulianello y Guasti enumeraron a ANO 2011, M5S y OĽaNO como ejemplos de partidos populistas de Valencia. En un artículo aparte, nombraron a Jacqui Lambie Network como un partido populista de Valencia.
Respecto al M5S, Zulianello lo ha calificado como «quizás el mejor ejemplo» de populismo de valencia; El M5S no puede posicionarse en el espectro político izquierda-derecha y es ideológicamente muy flexible y ecléctico. Pellegrini también ha coincidido en que el M5S es populista de valencia. La académica Gilda Sensales señaló en 2024 que si bien el M5S también ha sido descrito como populista de izquierda, la investigación de Pellegrini y los politólogos Núria Font, Paolo Garziano y Myrto Tsakatika situaban al M5S «en medio de los polos excluyentes-inclusivos o del clásico coninuum de orientación política izquierda-derecha», por lo que Sensales categorizó al M5S como un partido populista de valencia.
Zulianello también ha dicho que, si bien el GERB es miembro del Partido Popular Europeo y se define como un partido de centroderecha y demócrata cristiano, sigue siendo un partido populista de Valencia. Por otro lado, ANO 2011 se presentó como un partido tecnocrático. Naxera, Stulík y Kaše coincidieron en que ANO 2011 mostró tendencias populistas tecnocráticas y populistas de valencia. Junto con el autor Kostiantyn Yanchenko, Zulianello también analizó a Servidor del Pueblo ucraniano de Volodímir Zelenski y concluyó que SN es un partido populista de valencia debido a su enfoque en cuestiones no posicionales y cuestiones socioculturales y económicas confusas. Los sociólogos e investigadores Michel Perottino y Petra Guasti también identificaron al LREM de Emmanuel Macron como populista de valencia debido a que se centraba en cuestiones tecnocráticas y rechazaba posicionarse en la izquierda, la derecha o el centro del espectro político. El politólogo Dragoș Dragoman describió a la Unión Salvar Rumanía como un partido populista de valencia.
Huber, Jankowski y Juen señalaron que el noruego Partido del Progreso (FrP) también comenzó como un partido populista de valencia, habiendo hecho campaña únicamente sobre temas anti-impuestos y anti-elitistas. Posteriormente, el FrP comenzó a centrarse en cuestiones relacionadas con la inmigración y giró hacia el populismo de derecha.  Argumentaron lo mismo para Alternativa para Alemania debido a que inicialmente hizo campaña únicamente con una plataforma anti-euro antes de girar hacia el populismo de derecha.
La siguiente lista incluye partidos políticos que han sido etiquetados como populistas de valencia.
 
- Alemania: Alternativa para Alemania (anteriormente)
- Australia: Red Jacqui Lambie
- Austria: Lista de Hans-Peter Martin
- Bulgaria: Movimiento Nacional para la Estabilidad y el Progreso, Ciudadanos por el Desarrollo Europeo de Bulgaria, Slavi Trifonov[a]
- República Checa: Asuntos Públicos, ANO 2011
- Croacia: Puente de Listas Independientes, La Clave de Croacia
- Eslovaquia: Alianza del Nuevo Ciudadano, Gente Común
- Eslovenia: Lista de Marjan Šarec
- Francia: Renacimiento (formerly known as La République En Marche!)
- Italia: Movimiento 5 Estrellas
- Letonia: Por una Letonia Humana (anteriormente ¿Quién es Dueño del Estado?)
- Lituania: Partido Lituano de Centro, Partido del Trabajo, Partido de la Resurrección Nacional
- Noruega: Partido del Progreso (anteriormente)
- Rumania: Partido Popular - Dan Diaconescu, Unión Salvar Rumanía
- San Marino: Cívico 10
- Ucrania: Batkivshchina, Servidor del Pueblo

### Artículos de noticias
- Manucci, Luca (23 de septiembre de 2019). «Populist parties as 'the new normal'». Populism Observer. Archivado desde el original el 24 de junio de 2024. Consultado el 24 de junio de 2024.
- Zulianello, Mattia (21 de marzo de 2023). «Three die-hard myths about populism». The Loop. European Consortium for Political Research. Archivado desde el original el 24 de junio de 2024. Consultado el 24 de junio de 2024.
- Nishikawa, Masaru (4 de mayo de 2023). «Uncovering the realities of populism in Japan». The Loop. European Consortium for Political Research. Archivado desde el original el 24 de junio de 2024. Consultado el 25 de junio de 2024.
- Drápalová, Eliška (9 de mayo de 2023). «Lost in the shuffle: local politics in populism studies». The Loop. European Consortium for Political Research. Archivado desde el original el 24 de junio de 2024. Consultado el 25 de junio de 2024.
- Filc, Dani (6 de septiembre de 2023). «Populism: left or right?». The Loop. European Consortium for Political Research. Archivado desde el original el 24 de junio de 2024. Consultado el 24 de junio de 2024.
- Henriksen, Frederik (8 de julio de 2024). «Anti-systemic populism during the Covid-19 pandemic». The Loop. European Consortium for Political Research. Archivado desde el original el 9 de julio de 2024. Consultado el 19 de julio de 2024.